# Robin Meißner
Robin Maximilian Meißner (* 8. Oktober 1999 in Hamburg) ist ein deutscher Fußballspieler. Der Stürmer steht als Leihspieler von Dynamo Dresden beim VfL Osnabrück unter Vertrag.

## Karriere

### Im Verein
Meißner wuchs in der Nähe von Hamburg im Barsbütteler Ortsteil Willinghusen in Schleswig-Holstein auf und begann beim Willinghusener SC mit dem Fußballspielen, ehe er zur Saison 2012/13 im Alter von 12 Jahren in das Nachwuchsleistungszentrum des FC St. Pauli wechselte. Dort durchlief der Stürmer fortan alle Jugendmannschaften und kam u. a. zu 30 Einsätzen in der B-Junioren-Bundesliga, in denen er 13 Tore erzielte, sowie zu 44 Einsätzen in der A-Junioren-Bundesliga, in denen ihm 15 Tore gelangen.
Nachdem Meißner die Junioren durchlaufen hatte, gelang ihm zur Saison 2018/19 nicht der Sprung in den Profikader und er wurde stattdessen in den Kader der zweiten Mannschaft integriert, für die er bereits in der Vorsaison als A-Junior zu 5 Einsätzen in der viertklassigen Regionalliga Nord gekommen war. In seinem ersten regulären Herrenjahr kam Meißner bis zur Winterpause als Mittelstürmer und auf dem Flügel zu 20 Regionalligaeinsätzen (12-mal von Beginn), in denen er 3 Tore erzielte. Anfang 2019 zog sich der 19-Jährige einen Außenmeniskuseinriss zu und fiel bis zum Saisonende aus. In der Saison 2019/20, die aufgrund der COVID-19-Pandemie ab März 2020 nicht mehr fortgeführt werden konnte, kam der Offensivspieler in 19 von 24 möglichen Spielen zum Einsatz (14-mal in der Startelf) und erzielte 6 Tore.
Zur Saison 2020/21 wechselte Meißner innerhalb der Regionalliga Nord in die zweite Mannschaft des Stadtrivalen Hamburger SV. Anfang November 2020 musste der Spielbetrieb aufgrund der Corona-Pandemie erneut unterbrochen werden. Meißner hatte sich bis dahin als Stammspieler etabliert und in 10 Spielen (alle von Beginn) 6 Tore erzielt. Nach dem Abgang von Lukas Hinterseer und der Verletzung von Bobby Wood verfügte die Profimannschaft mit Simon Terodde und Manuel Wintzheimer, der jedoch zumeist auf dem Flügel spielte, nur noch über zwei fitte Stürmer. Der Cheftrainer Daniel Thioune gab dem 21-Jährigen daher Anfang Februar 2021 – der Regionalligaspielbetrieb war bis dahin noch immer nicht wieder aufgenommen worden – die Chance, sich im Training der Zweitligamannschaft zu beweisen. Am 1. März 2021 debütierte Meißner in der 2. Bundesliga, als er bei einer 0:1-Niederlage im Stadtderby gegen seinen alten Verein kurz vor dem Spielende eingewechselt wurde. Unter Thioune folgten 6 weitere Einwechslungen, ehe vor dem 32. Spieltag der Nachwuchsdirektor Horst Hrubesch die Mannschaft interimsweise bis zum Saisonende übernahm. Dieser bot Meißner in den letzten 3 Saisonspielen in der Startelf auf, in denen er jeweils ein Tor erzielte.
Ende Juli 2021 zog sich Meißner kurz vor dem 1. Spieltag der Saison 2021/22 im Training einen Innenbandriss im Knie zu. Knapp einen Monat später gab er sein Comeback in der zweiten Mannschaft und unterschrieb seinen ersten Profivertrag mit einer Laufzeit bis zum 30. Juni 2024. Unter dem neuen Cheftrainer Tim Walter, der ein 4-3-3-System spielen ließ, konnte er sich im Sturmzentrum nicht gegen Robert Glatzel durchsetzen. Auf den Flügeln spielten meist Bakery Jatta und Faride Alidou. Auch als Einwechselspieler hatte Meißner, der bis Ende Januar 2022 nur auf 4 Zweitligaeinsätze (einmal in der Startelf) kam und 5-mal (ein Tor) in der Regionalliga spielte, hinter Mikkel Kaufmann und Manuel Wintzheimer das Nachsehen. Daher wechselte er kurz vor dem Ende der Wintertransferperiode bis zum Saisonende auf Leihbasis zum abstiegsbedrohten Ligakonkurrenten Hansa Rostock. Unter Jens Härtel konnte sich Meißner im Sturmzentrum nicht gegen John Verhoek durchsetzen, der mit 17 Toren der beste Torschütze der Mannschaft wurde. Somit blieb ihm oft nur die Jokerrolle. Meißner kam 8-mal für den Aufsteiger zum Einsatz, stand lediglich 2-mal in der Startelf und erzielte ein Tor.
Im Sommer 2022 kehrte Meißner zum HSV zurück. Nachdem er an den ersten beiden Spieltagen ohne Einsatz auf der Bank gesessen hatte, wechselte er bis zum Ende der Saison 2022/23 auf Leihbasis zum Drittligisten FC Viktoria Köln. Für die Kölner erzielte der Stürmer in 37 Liga-Partien 12 Tore.
Zur Saison 2023/24 kehrte Meißner nicht mehr zum HSV zurück. Mit dem Verein einigte er sich auf eine Vertragsauflösung, um innerhalb der 3. Liga zu Dynamo Dresden wechseln zu können. Dort unterschrieb er zunächst einen Vertrag bis zum 30. Juni 2025, der Anfang 2025 verlängert wurde. Im Sommer 2025 stieg er mit der Mannschaft in die 2. Bundesliga auf.
Mitte August 2025 wurde Meißner bis Sommer 2026 an den VfL Osnabrück verliehen.

### In der Nationalmannschaft
Meißner absolvierte im April 2017 ein Länderspiel für die deutsche U18-Nationalmannschaft.

## Erfolge
- Aufstieg in die 2. Bundesliga: 2025
- Mittelrheinpokal-Sieger: 2023
- Sachsenpokal-Sieger: 2024